# Oreoderus quadrimaculatus
Oreoderus quadrimaculatus är en skalbaggsart som beskrevs av Miyake, Yamaguchi och Aoki 2002. Oreoderus quadrimaculatus ingår i släktet Oreoderus och familjen Cetoniidae. Inga underarter finns listade i Catalogue of Life.